# Religión en la India

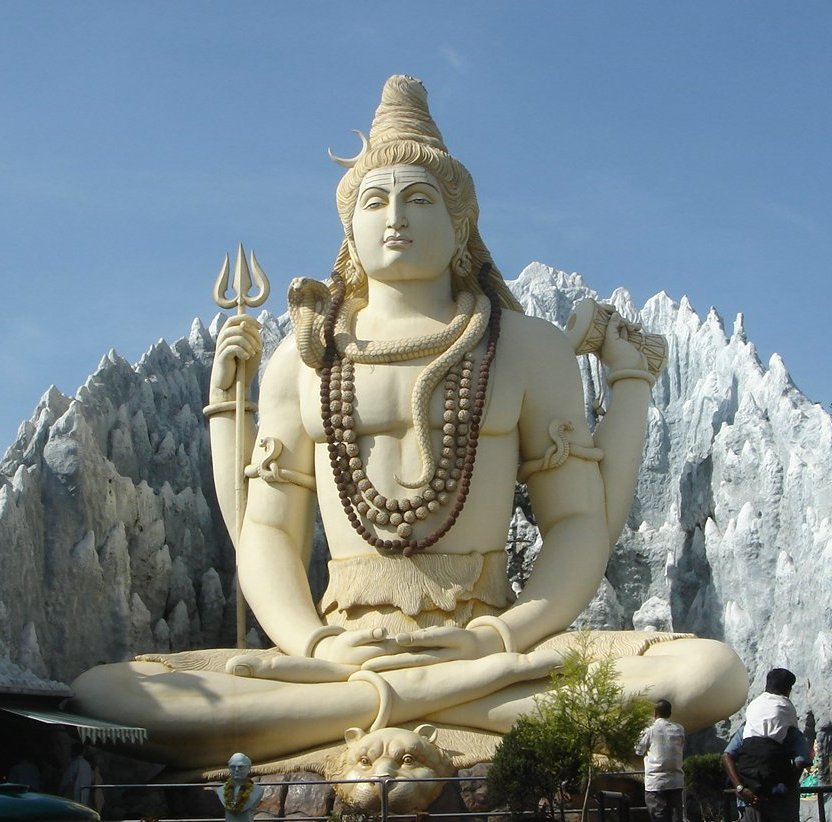
El hinduismo es la religión dominante de la India.

La India es un país único en materia religiosa. Es el país con mayor cantidad de hinduistas, yainas, sijes, zoroastrianos y bahais, y es el tercer país del mundo con mayor cantidad de musulmanes. Es la tierra santa del hinduismo, budismo, yainismo y sijismo, y en ella viven importantes gurús espirituales y de varias organizaciones espiritualistas. El budismo, la religión predominante del sureste asiático, nació en la India.Por su parte, el judaísmo y el cristianismo llegaron a la India durante la Antigüedad y también han formado pequeñas comunidades en el país.
El Preámbulo de la Constitución de la India establece que la India es un estado laico,y la Constitución de la India ha declarado que el derecho a la libertad de religión es un derecho fundamental.

## Religiones de origen hindú
Llamadas frecuentemente como religiones dhármicas, las religiones que surgieron directamente en la India son el budismo, el sijismo y el jainismo, las cuales guardan ciertas similitudes doctrinales. El hinduismo es un entramado de la religiones, siendo las más importantes el visnuismo, el shivaísmo y el shaktismo. Ningún hinduista considera que el Murtina (la «Trinidad» hinduista, formada por Brahmá, Visnú y Shiva) es supremo: los visnuistas consideran que de esos tres dioses, Visnú es el supremo, y los shivaístas consideran que de los tres, Shiva es el supremo (Brahmá no tiene ni siquiera templos en la India: nadie lo considera superior a los otros dos). Otros hinduistas son adoradores de la diosa Kali, la amorosa diosa madre. En la antigüedad, antes de mediados del I milenio a. C., antes de la creencia en Visnú o Shiva existió una antiquísima religión, llamada vedismo, que adoraba a los dioses Indra, Varuna y Mitra como supremos. Con el paso de los siglos, esos dioses quedaron relegados a un segundo plano.
Además, en la India se crearon el budismo, el yainismo (ambos no teístas) y el sijismo monoteísta.
El polémico sistema de castas solo es defendido por los hinduistas y es rechazado por budistas, yainas y sijes.
Debido a esto, la India recibe enormes cantidades de peregrinos de otros países practicantes del hinduismo y del budismo (las más extendidas fuera de India) que visitan los santos lugares.

### Hinduismo

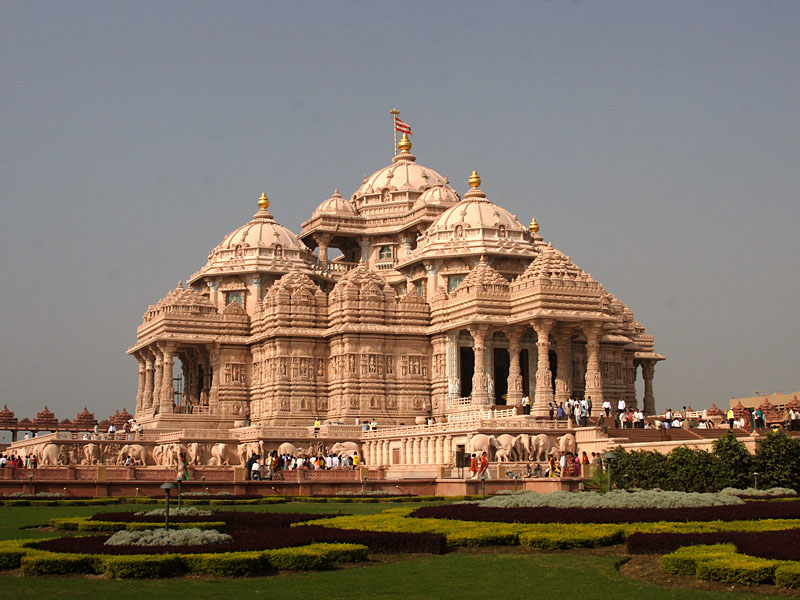
Templo hindú en Nueva Delhi.

El hinduismo es hoy la tercera religión más grande del mundo, la gran mayoría se ubica en la India, lugar donde están ubicadas sus tierras sagradas. Este se subdivide en gran cantidad de diferentes escuelas, vertientes y tradiciones, incluyendo algunas sectas henoteístas (que adoran a un dios particular como los visnuistas y los shivaístas), así como panteístas y politeístas. Los principales dioses del hinduismo son los dioses Rama, Shivá, Visnú, Krisna y la diosa Kali.
A pesar de ser de mayoría hinduista, la India es un estado laico que no está comprometido con ningún grupo religioso. No obstante, sectores de hinduistas fundamentalistas vinculados a partidos de extrema derecha, han abogado por un nacionalismo hinduista en donde se combatan las prácticas religiosas extranjeras (como el islamismo y el cristianismo).
Esto ha llevado no solo a motines contra musulmanes y cristianos, sino además a la destrucción de locales que vendían tarjetas de san Valentín, por ejemplo.[cita requerida]
Sin embargo, no obstante la presencia de los sectores fundamentalistas, la mayoría de los hinduistas son moderados y tienden a aceptar las creencias de los demás.
De allí que uno de los presidentes de la India, Abdul Kalam, fue musulmán, y dos de sus primeros ministros han pertenecido a minorías religiosas; Sonia Gandhi (cristiana) y Manmohan Singh (sij).

### Budismo

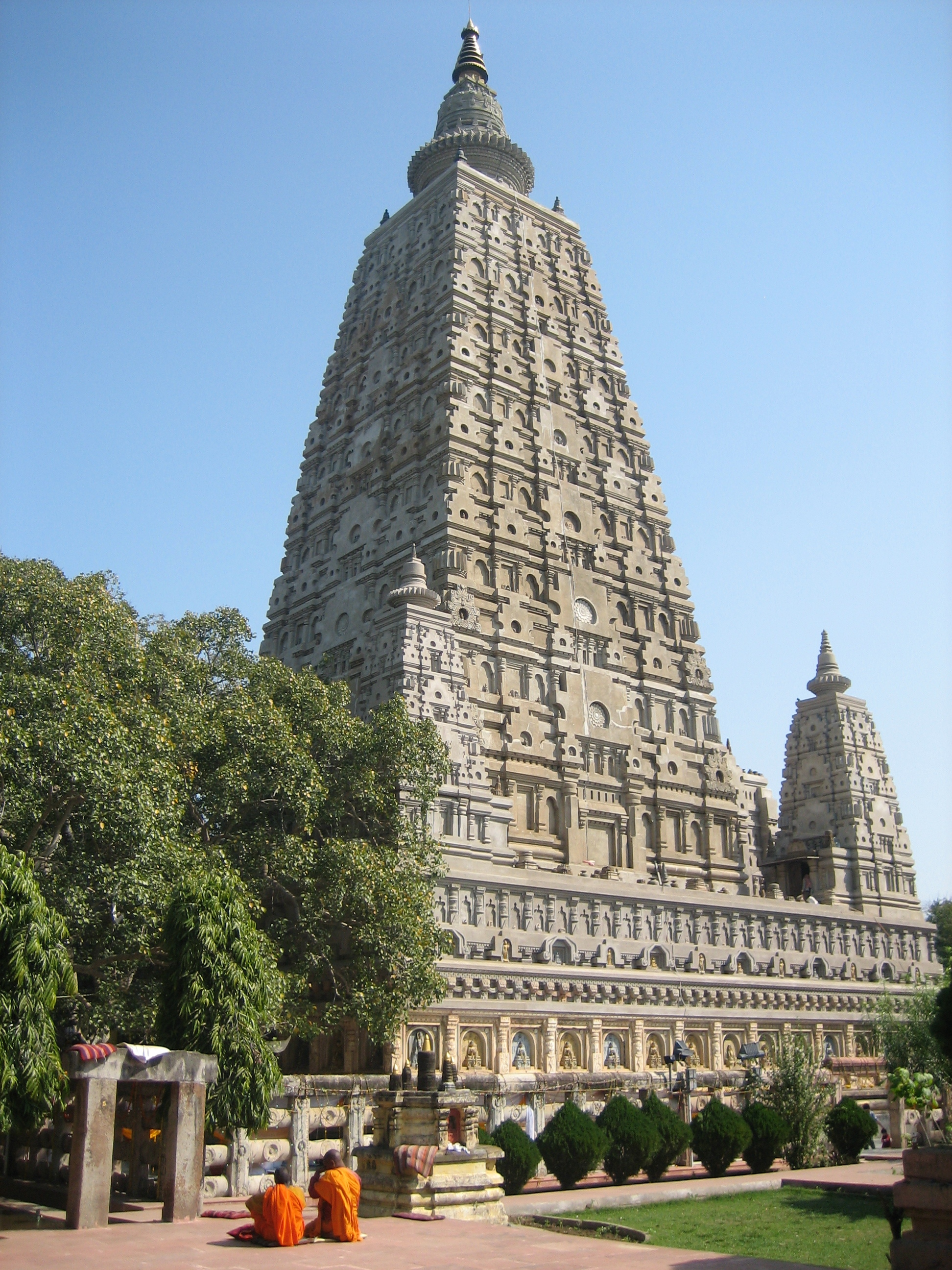
Templo budista en Bodh Gaya.

El budismo es la quinta religión más grande del mundo (quizás mayor si se cuenta a los que practican el budismo de manera sincrética con otras religiones como el shinto y el taoísmo), y surgió en la India.
Actualmente es la religión predominante en la mayoría de los países del Lejano Oriente incluyendo Bután, China, Corea, los países de Indochina, Sri Lanka y Japón, así como en ciertas áreas de Rusia.
Aunque Sidarta Gautama nació en Lumbini (Nepal), su doctrina fue predicada por primera vez en Sarnath, al norte de India.
Además, Sidarta Gautama alcanzó la iluminación en Bodh Gaya y falleció en Kushinagar por lo que tres de las cuatro ciudades santas del budismo se ubican en la India.
El budismo, surgido en el norte de India, fue alguna vez mayoritario en el país, especialmente gracias a la conversión del emperador mauria Asoka, pero decayó tras la conquista islámica.
Sin embargo, aunque casi desapareció de la India, se expandió por gran parte de Asia volviéndose predominante en muchos países.
Actualmente, los budistas son una de las minorías más notorias de la India, agrupados en gran cantidad en el norte.
Sus principales comunidades se localizan precisamente en Benarés y en las ciudades santas del budismo, y en los Himalayas indios; Jammu y Cachemira, Himachal Pradesh y Sikkim donde el lamaísmo es la tradición budista predominante.
Incluso son la minoría más importante en el enclave tibetano de Ladakh (musulmanes 46,41%, budistas 39,65% e hindúes 12,11%) y mayoritarios en el distrito de Leh y en Lahaul y Spiti.
El budismo encontró una fuerte resurrección en la práctica de vipasana, y gracias al movimiento de conversión en masa de dalits (o intocables), iniciado en 1954 por Bhimrao Ramji Ambedkar y que continúa hoy día.
El número de budistas en la India se estima hoy en 7,5 millones de personas (el 0,8 % de la población), India es la sede del gobierno tibetano en el exilio y alberga la mayor cantidad de refugiados tibetanos del mundo, incluyendo al dalái lama.

### Jainismo

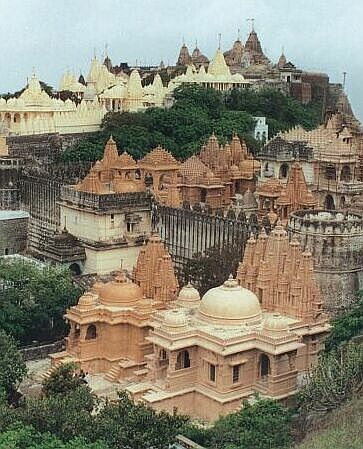
Templo jainista en Palitana.

Aunque los yainas aseguran que su religión es la más antigua de todas las religiones indostánicas, y que data de 10 000 años o más en el pasado, esto es a menudo debatido. No cabe duda en que el yainismo es una de las religiones indias más importantes.
El yainismo es una religión no teísta muy similar al budismo, en gran parte de sus conceptos fundada por un contemporáneo de Buda, llamado Majavira.
Sus monjes se dividen en dos grupos; suetambaras (‘vestidos de blanco’) y digambaras (‘vestidos con las direcciones’, desnudos a manera de renuncia). Los devotos yainistas tiene prohibida cualquier forma de violencia y son la única religión que jamás se involucró en un conflicto bélico. Guardan un vegetarianismo estricto e incluso muchos no viajan en automóvil por temor a matar insectos con las ruedas de estos.
El yainismo es una religión propia de la India que incluye entre 3 y 4 millones de fieles (aproximadamente 0,5 % de la población) y cuya mayor parte viven a Majarastra.

### Sijismo
El sijismo es una religión propia de la India que incluye 18 millones de fieles (aproximadamente 2,1 % de la población india).
Los sijes son mayoría en el estado de Panyab, donde se localiza su lugar más sagrado, el Templo de Oro, pero hay comunidades a lo largo de todo el país.
Durante 1980 hubo un conflicto étnico entre sijes e hinduistas después de que separatistas sijes buscaran la independencia de su territorio histórico llamado Jalistán (Khalistán en inglés) lo que llevó a que la entonces primera ministra Indira Gandhi ordenara bombardear el sagrado Templo de Oro (el lugar más sagrado de los sijes), matando a centenares de civiles, tras lo cual fue asesinada por sijes.
El sijismo surge durante el gobierno islámico mogol sobre la India y en gran medida parece ser una mezcla de hinduismo e islamismo, ya que por un lado (como el islamismo) es monoteísta, tiene una moral sexual conservadora, prohíbe el consumo de alcohol y admite la guerra santa, pero por otro lado (como el hinduismo) también cree en la reencarnación, el karma y el vegetarianismo.

## Religiones abrahámicas
Las tres grandes religiones monoteístas, también llamadas abrahámicas, el judaísmo, el cristianismo y el islam, son practicadas en la India desde hace muchos siglos.
A estas podrían sumarse los zoroastrianos (usualmente incluidos como Gente del Libro, es decir, como una religión monoteísta) y los bajaíes que es la religión abrahámica más reciente.

### Judaísmo
Las comunidades judías de la India datan desde tiempos pretalmúdicos tras la diáspora provocada por la destrucción de Jerusalén, los más conocidos son los Bene Israel. De orígenes inciertos, los Bene-Israel claman ser descendientes de los judíos que evitaron la persecución del siglo II a. C. en Galilea y que terminaron naufragando en las costas de la India. Aislados de otros judíos, este reducido colectivo asimiló en gran medida el sistema de castas hinduista; no obstante, practicaban el cashrut, circuncidaban a los varones al octavo día de nacimiento y no trabajaban los sábados. Actualmente los Bene-Israel guardan cierta semejanza física con la etnia maratí y hablan tanto su propio idioma como el inglés.

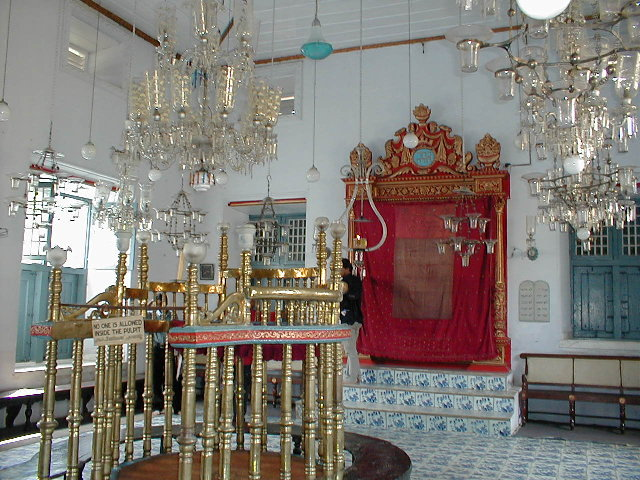
Interior de una sinagoga en Cochín.

Israel sostiene relaciones diplomáticas con India desde 1991. Antes de esto India tenía una posición más pro-árabe y pro-soviética. India votó en contra de la fundación de Israel en la Asamblea General de las Naciones Unidas en 1948 argumentando que se oponía a la creación de países basados en la religión (como el caso de su oposición a la fundación del Pakistán islámico y el Khalistán sij); sin embargo es posible que dicho distanciamiento se debiera más a motivos geopolíticos. En todo caso, una serie de factores provocaron el acercamiento de India con Israel a partir de 1991 entre ellos la disolución de la Unión Soviética, que tenía fuertes vínculos con India, la declaración de la Organización de la Conferencia Islámica de que Cachemira era legítimamente territorio de Pakistán en 1986 y las críticas de dicha organización contra India en materia de Derechos Humanos de los musulmanes en el 2001 lo que distancia a India del mundo islámico, y la llegada al poder del Likud con Ariel Sharón en Israel y el Bharatiya Janata en India con Atal Bihari Vajpayee.
Tanto el Likud como el BJP son partidos conservadores, ligados a grupos nacionalistas religiosos de judíos e hinduistas respectivamente y que promueven una política de “mano dura” contra el terrorismo islámico.
La visita de Ariel Sharon a la India en el 2003 fue la primera visita de un primer ministro israelí a dicho país en su historia.
Sin embargo dicha visita fue empañada por airadas protestas contra Sharon protagonizadas principalmente por musulmanes donde se acusaba a Sharon de genocidio y crímenes de guerra en pancartas.
Jaswant Singh fue el primer canciller de la India en visitar Israel en el año 2000.
Aunque las relaciones diplomáticas entre Israel e India permanecieron normales, aún con el cambio de gobierno al Congreso Nacional Indio, los musulmanes de India siguen siendo mayoritariamente pro-palestinos.

### Cristianismo

Religión predominante por distrito en India, como puede verse el islam predomina en el norte alrededor del área de Cachemira, el budismo en los Himalayas indios cerca de la frontera con Tíbet, el sijismo en Punjab, el cristianismo en algunos distritos del este y el hinduismo en casi todo el resto del país.
Hindú
Musulmán
Cristiano
Sij
Budista
Otros.

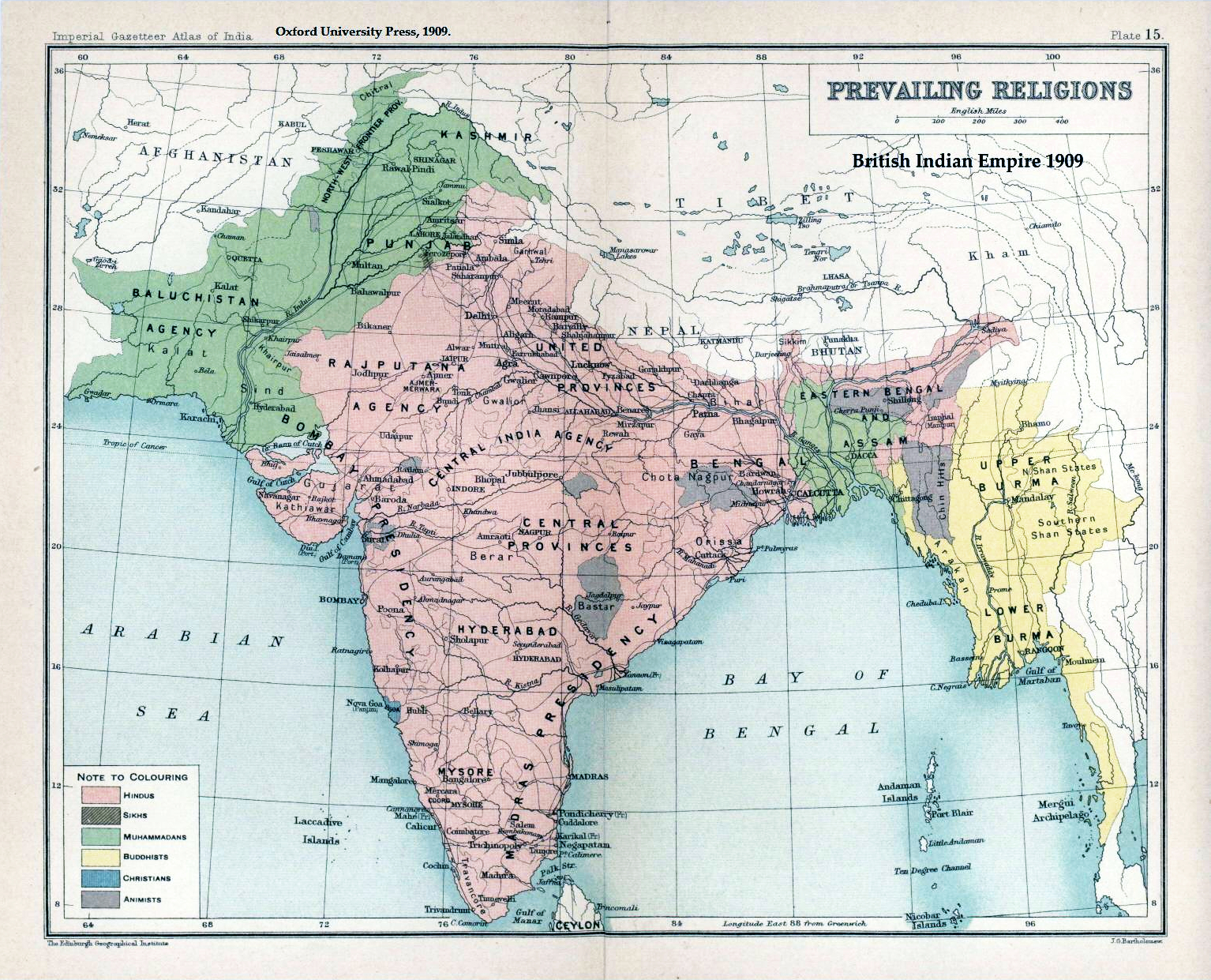
Religión predominante en India en 1909

Gobernada por europeos durante muchos siglos, principalmente británicos, portugueses y franceses, las misiones cristianas han logrado generar una nutrida comunidad.
La India cuenta con alrededor de 25 millones de cristianos (aproximadamente 2,5 % de la población) parte de la cual (en Kerala) pertenece a una de las comunidades cristianas más antiguas del mundo (los malabares nestorianos).

### Islam
El islam es la segunda religión más grande de la India (150 millones de fieles aproximadamente 13,7 % de la población en 2001), y este es el tercer país con mayor cantidad de musulmanes del mundo después de Indonesia y Pakistán.
India fue anexada por el Imperio islámico y los primeros musulmanes indios eran conquistadores árabes que se casaron con mujeres indias.
Aún hoy, muchos musulmanes indios utilizan nombres árabes para demostrar su ascendencia.
Pero pronto, muchos indios se convirtieron al islam y la India fue gobernada directamente por una dinastía islámica conocida como el Imperio mogol.
Las tensiones entre musulmanes e hinduistas eran frecuentes.
Cuando India se independizó del Imperio británico se decidió dividir la antigua colonia en dos Estados, la República Islámica de Pakistán para los musulmanes, y la república secular pero mayoritariamente hinduista de la India.
Musulmanes e hinduistas en los lados opuestos de la frontera realizaron una migración hacia los otros estados de sus correligionarios lo que causó severas crisis humanitarias, enfrentamientos entre caravanas de las dos religiones, ataques de bandidos, etc.
Cachemira fue reclamada por ambos estados produciendo un extenso conflicto aún no resuelto entre la India y Pakistán.
Las tensiones interreligiosas pueden llegar a ser conflictivas.
Después de la independencia en 1947, los intercambios forzados de población entre la India y Pakistán causaron motines extremadamente violentos entre las comunidades hinduistas y musulmanas (ver conflicto de Cachemira).
En 1992, los hinduistas destruyeron la mezquita musulmana de Aiodhia, lo que dio lugar a episodios de violencia entre musulmanes e hinduistas, en particular en Bombay, provocando más de 4000 muertes en todo el país.
En el Punjab surgió la comunidad ahmadía, fundada por Mirza Ghulam Ahmad (1835-1908). Tras la partición la mayoría de sus miembros se trasladaron a Pakistán, y hoy se hallan repartidos por todo el mundo. Una de sus características es su actividad misionera, por ello, muchas de las primeras mezquitas occidentales fueron construidas por esta comunidad. Hoy, buena parte de las autoridades musulmanas no les consideran parte del islam.

## Otras religiones exógenas
También existen dos religiones de origen externo: el zoroastrismo y el bahaísmo.

### Zoroastrismo
La India es el país con mayor cantidad de zoroastrianos denominados «parsis» por su origen persa, llegaron a la India tras la invasión islámica de Irán escapando de la persecución religiosa (aunque la segunda mayor comunidad zoroastriana aún habita en Irán).
El zoroastrismo es una religión dualista basada en el culto a Ahura Mazda y en las prédicas del profeta persa Zoroastro. Según el censo indio de 2001, en esa fecha habitaban en la India 69 901 parsis, y en Pakistán unos 5000. El número de parsis en el mundo se estima en torno a 100 000.

### Bahaísmo

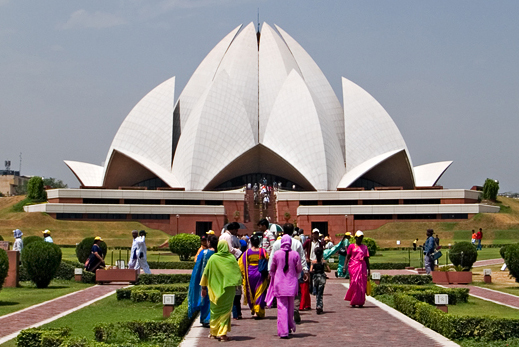
Templo bahaí en Delhi.

El bahaísmo o fe bajai es una religión monoteísta que reconoce a nueve profetas como manifestaciones de Dios en la Tierra; Krisna, Zarathustra, Abraham, Moisés, Buda, Jesús, Mahoma, El Bab y su fundador, Bahá'u'lláh.
La religión nació en Irán pero su fundador falleció en Haifa (en la actual Israel), donde se localiza su sede mundial. Cuenta con unos 6 millones de seguidores en todo el mundo, de los cuales, 2 millones viven en la India, siendo la más grande comunidad bahaí.

## Otras religiones y escuelas espirituales

### La wicca
Recientemente incluso la religión wicca ha conseguido seguidores en la India, siendo una de sus principales líderes la bruja wiccana Ipsita Roy Chakraverti, de origen bengalí.

### Animismo
Diferentes tribus indias practican formas de animismo y chamanismo, incluyendo el chamanismo tibetano bön practicado por la población tibetana nativa de la India en Ladaj y por los refugiados tibetanos (ambos casos en minoría frente al lamaísmo).
Pueblos muy primitivos como los bhills y los chenchus (quizás de origen predrávida) practican el animismo.
Los animistas pueden ascender hasta el 8 % de la población, aunque su número es difícil de determinar porque muchos practican sincréticamente otras religiones más organizadas como el hinduismo.

### Organizaciones esotéricas
Diferentes organizaciones esotéricas, místicas y espirituales, que no pueden considerarse religiones formalmente, han escogido la India como su sede.
Entre estas se cuentan la Sociedad Teosófica (con sede en Adyar), y la Universidad Espiritual Mundial Brahma Kumaris (con sede en Rayastán) y
el movimiento Hare Krishna (cuya sede se encuentra en Máiapur).
India también tiene su propia logia masónica.
Importantes líderes espirituales tienen su hogar en India, como lo son el dalái lama (líder espiritual del budismo lamaísta y líder político del Tíbet en el exilio) y el Aga Khan (líder islámico chiita).